# سفارة دولة فلسطين لدى بلغاريا
سفارة دولة فلسطين لدى بلغاريا هي الممثلية الدبلوماسية العُليا لدولة فلسطين لدى بلغاريا. تقع السفارة في صوفيا.

## قائمة السفراء
| الترتيب | الاسم                           | تاريخ البدء   | تاريخ الانتهاء |
| ------- | ------------------------------- | ------------- | -------------- |
|         | سميح عبد إسماعيل عبد الفتاح حسن | 1981          | 1984           |
|         | إسماعيل محمد ياسين أبو شمالة    |               | 1994           |
|         | محمد السلايمة                   |               | 2005           |
|         | إسماعيل أحمد محمد حسن           | 2006          | 2008           |
|         | أحمد المذبوح                    | 21 يناير 2009 | أغسطس 2022     |
|         | أدهم زين الدين (قائم بالأعمال)  | 2022          | أغسطس 2024     |
|         | نصري خليل سليم أبو جيش          | 23 أغسطس 2024 | لا يزال        |